# Хольцбауэр, Вильгельм
Вильгельм Хольцбауэр (нем. Wilhelm Holzbauer; 1930 — 2019) — современный австрийский архитектор, прозванный прагматическим модернистом. Мастерству он обучался в Венском техническом университете у легендарного Клеменса Хольцмайстера. Позднее проходил учёбу в США, после чего преподавал в Йеле, Манитобе и Иллинойсе. Уже в 1959 году 29-летний Вильгельм был отмечен государственной премией.
Среди его наиболее известных проектов Институт повышения квалификации в Зальцбурге, Андромеда Тауэр — офисная башня, являющаяся одним из самых высоких зданий Вены, современное здание вокзала в Линце, комплекс Стопера в Амстердаме, а также несколько церквей. Особенно он был привязан именно к родному Зальцбургу, о нуждах которого не забывал, даже став мировой звездой.
Про него было принято говорить, что если в архитектурном конкурсе уже обыграны все вариации, то, непременно, явится Хольцбауэр с такой идеей, о которой пока никто и не думал.

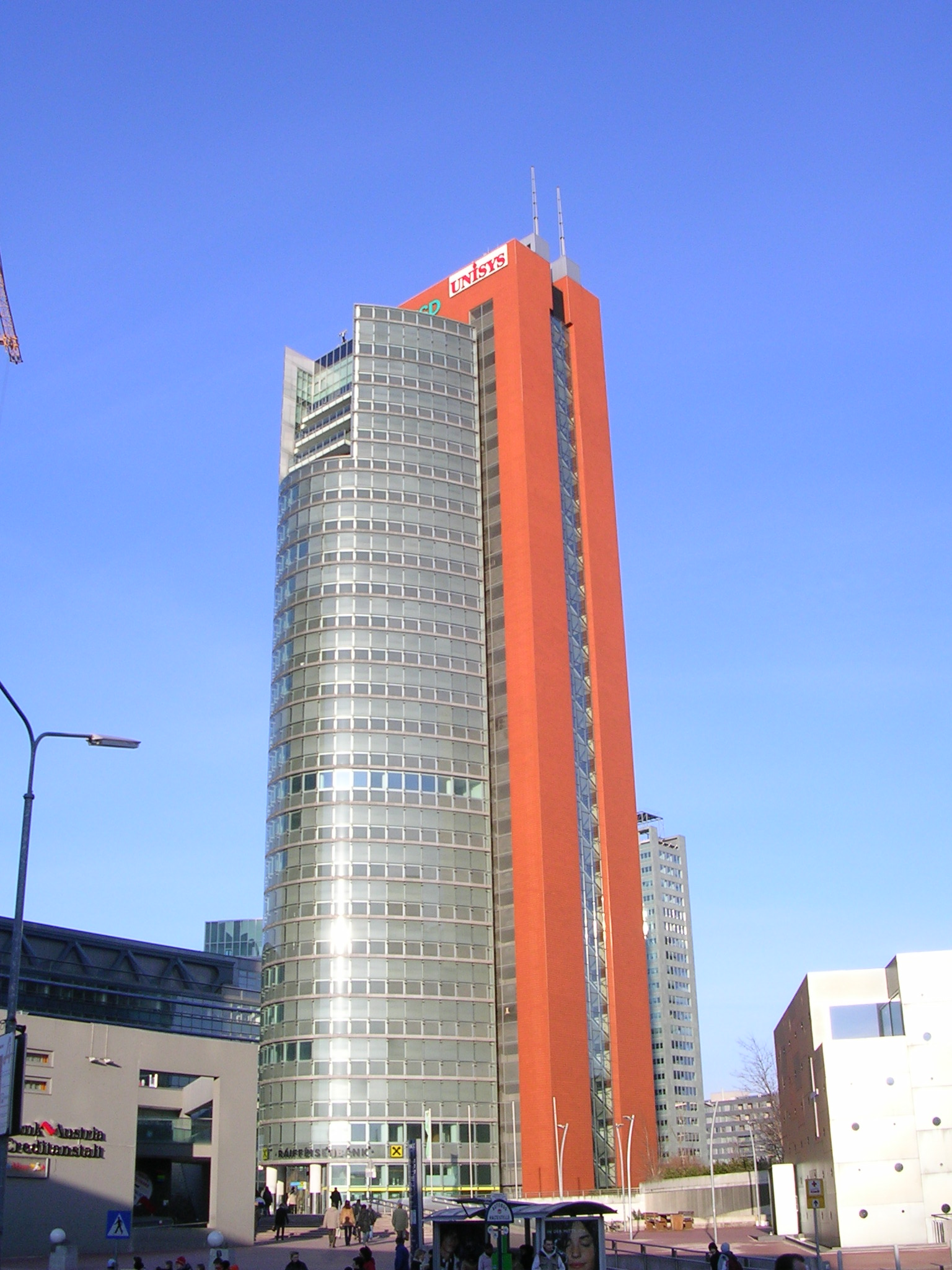
Андромеда Тауэр в Вене